# Cryptosporidium
Cryptosporidium è un genere di protozoo (Phylum: Apicomplexa, classe: Conoidasida) che infetta un'ampia varietà di vertebrati; alcune specie infettano l'uomo provocando la criptosporidiosi, ossia un'enterite acuta che si manifesta con diarrea simile a quella colerica e dolori addominali. 

## Eziopatogenesi
L'uomo contrae la criptosporidiosi ingerendo oocisti vitali di provenienza animale e/o umana, emesse con le feci e veicolate dall'acqua o dal cibo.
La cryptosporidiosi nei soggetti immunocompetenti è spesso asintomatica e comunque autorisolvente. 
Negli ospiti immunocompromessi il parassita causa infezioni prolungate che possono anche avere esito letale. 
Per questa ragione la cryptosporidiosi è considerata una delle infezioni opportuniste più rischiose per i pazienti affetti dalla sindrome di immunodeficienza acquisita (AIDS).
Le due specie che più comunemente infettano l'uomo sono Cryptosporidium parvum e Cryptosporidium hominis.

## Ciclo biologico

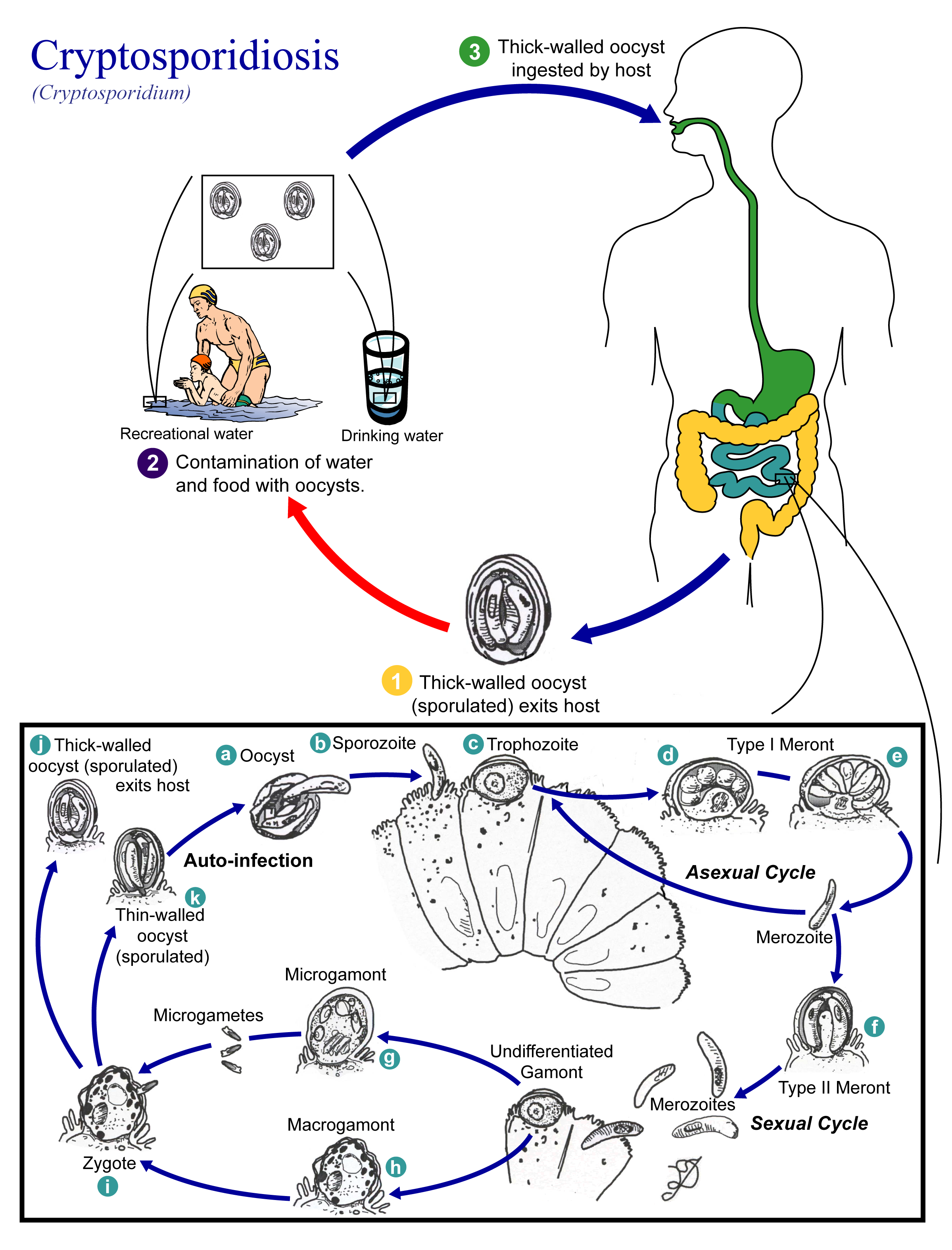
Ciclo biologico del Cryptosporidium.

Il ciclo biologico delle specie appartenenti al genere Cryptosporidium si svolge in un solo ospite (ciclo monoxeno) ed è caratterizzato da un'alternanza di generazioni sessuate e asessuate. 
A differenza di altri protozoi parassiti del phylum Apicomplexa, come Toxoplasma gondii, agente della toxoplasmosi, o Plasmodium falciparum, agente della forma più grave di malaria umana, nessuna specie del genere Cryptosporidium può essere coltivata in vitro, limitando la portata degli approcci sperimentali utilizzabili e lo sviluppo di nuovi farmaci. La specie più studiata a livello cellulare e molecolare è Cryptosporidium parvum.
Il ciclo può essere schematizzato come segue:
L'inizio dell'infezione avviene per l'ingestione di un numero anche limitato di oocisti che si schiudono a livello intestinale liberando ciascuna quattro sporozoiti infettanti.
Lo sporozoita infetta le cellule dell'epitelio intestinale e qui forma un vacuolo parassitoforo diverso da quello di altri parassiti Apicomplexa. Esso è infatti situato in una posizione che si può definire sì intracellulare, ma extracitoplasmatica. Ne consegue che il parassita appare come attaccato alla superficie della cellula infettata, sebbene sia in realtà avvolto dalla membrana plasmatica di questa.
All'interno del vacuolo parassitoforo si ha la replicazione asessuata del protozoo tramite schizogonia, processo che culmina nella formazione di un cosiddetto meronte di tipo I, il quale contiene 8 merozoiti geneticamente identici. I merozoiti possono infettare le cellule circostanti propagando l'infezione ad altre aree della mucosa intestinale, per poi replicarsi sempre tramite schizogonia e dare origine ai meronti di tipo II, ciascuno contenente 4 merozoiti.
I merozoiti di tipo II possono andare incontro a due fasi distinte:
- moltiplicarsi attraverso un nuovo ciclo schizogonico

oppure
- differenziarsi in microgametociti e macrogametociti, i quali matureranno diventando microgameti (maschili) e macrogameti (femminili). Sempre all'interno del vacuolo parassitoforo, un microgamete ed un macrogamete si uniranno formando lo zigote.

Lo zigote maturerà poi ad oocisti, al cui interno si formeranno 4 sporozoiti attraverso un processo di replicazione sessuata (quindi con possibilità di ricombinazione genetica fra cromosomi omologhi), detto sporulazione.
L'oocisti matura, protetta da una resistente parete proteica, viene rilasciata nel lume intestinale in seguito a lisi della cellula ospite e quindi dispersa nell'ambiente esterno tramite le feci, pronta ad infettare un nuovo individuo.

## Diagnosi
La diagnosi viene fatta identificando microscopicamente la presenza di oocisti di circa 5 µm nelle feci, o più raramente nella bile, dei soggetti infetti.
Vengono effettuate anche preparazioni con coloranti sia specifici come l'auramina, sia con coloranti aspecifici come Giemsa e Ziehl-Neelsen.
Talvolta si effettua anche un esame istologico colorando il campione bioptico con ematossilina-eosina evidenziando la presenza del protozoo intracellulare.
Esami sierolgici per la ricerca della presenza degli anticorpi specifici non sono indicativi di infestazione in atto, poiché l'immunità perdura a lungo dopo la prima infezione.
Recentemente sono stati introdotti nuovi esami che mediante anticorpi monoclonali ricercano la presenza di antigeni protozooari nelle feci dei soggetti sospetti.

## Terapia
Il farmaco più usato per il trattamento della criptosporidiosi è la spiramicina, talvolta viene usata anche la paramomicina. L'efficacia di entrambi è però scarsa.

## Specie
- Cryptosporidium andersoni
- Cryptosporidium bailey
- Cryptosporidium bovis
- Cryptosporidium cervine
- Cryptosporidium canis
- Cryptosporidium cuniculus
- Cryptosporidium ducismarci
- Cryptosporidium fayeri
- Cryptosporidium felis
- Cryptosporidium fragile
- Cryptosporidium galli
- Cryptosporidium hominis
- Cryptosporidium marcopodum
- Cryptosporidium meleagridis
- Cryptosporidium molnari
- Cryptosporidium muris
- Cryptosporidium parvum
- Cryptosporidium ryanae
- Cryptosporidium saurophilum
- Cryptosporidium serpentis
- Cryptosporidium suis
- Cryptosporidium ubiquitum
- Cryptosporidium viatorum
- Cryptosporidium wrairi
- Cryptosporidium xiaoi